# Lista odcinków serialu anime Dr. Stone
Artykuł zawiera listę wszystkich wyemitowanych odcinków telewizyjnego serialu anime Dr. Stone, wyprodukowanego przez studio TMS Entertainment na podstawie mangi napisanej przez Riichirō Inagakiego i zilustrowanej przez Boichiego.
Pierwszy sezon był emitowany w Tokyo MX i innych stacjach od 5 lipca do 13 grudnia 2019. W Polsce seria ta była emitowana na antenie Canal+ Seriale.
Drugi sezon, zatytułowany Dr. Stone: Stone Wars, został zapowiedziany wraz z końcem emisji sezonu pierwszego. Jego emisja rozpoczęła się 14 stycznia i zakończyła 25 marca 2021.
Sequel serialu telewizyjnego został ogłoszony po finale sezonu drugiego. Podczas wydarzenia Jump Festa 2022 ujawniono, że odcinek specjalny rozgrywający się bezpośrednio po drugim sezonie zadebiutuje w 2022 roku, natomiast premiera trzeciego sezonu została zaplanowana na 2023 rok. Godzinny odcinek specjalny, zatytułowany Dr. Stone: Ryusui, miał premierę 10 lipca 2022. Po jego emisji ujawniono tytuł trzeciego sezonu – Dr. Stone: New World. Sezon ten został podzielony na dwie części, po 11 odcinków każda. Pierwsza z nich emitowana była od 6 kwietnia do 15 czerwca 2023, a druga od 12 października do 21 grudnia tego samego roku.
Po zakończeniu trzeciego sezonu ogłoszono czwarty i ostatni sezon zatytułowany Dr. Stone: Science Future. Później podano do wiadomości, że składać będzie się on z trzech części. Pierwsza była nadawana od 9 stycznia do 27 marca 2025, natomiast premiera drugiej odbyła się 10 lipca tego samego roku.
W Polsce trzy pierwsze sezony są dostępne za pośrednictwem platformy Canal+ online.

## Przegląd serii
| Sezon | Sezon             | Odcinki           | Odcinki              | Premiera serii   | Finał serii     |
| ----- | ----------------- | ----------------- | -------------------- | ---------------- | --------------- |
|       | 1                 | 24                | 24                   | 5 lipca 2019     | 13 grudnia 2019 |
|       | 2                 | 11                | 11                   | 14 stycznia 2021 | 25 marca 2021   |
|       | Odcinek specjalny | Odcinek specjalny | Odcinek specjalny    | 10 lipca 2022    | 10 lipca 2022   |
|       | 3                 | 22                | 11                   | 6 kwietnia 2023  | 15 czerwca 2023 |
| 11    | 3                 | 22                | 12 października 2023 | 21 grudnia 2023  |                 |
|       | 4                 | –                 | 12                   | 9 stycznia 2025  | 27 marca 2025   |
| –     | 4                 | –                 | 10 lipca 2025        | –                |                 |
| –     | 4                 | –                 | –                    | –                |                 |

## Lista odcinków

### Sezon 1 (2019)
| №  | #  | Tytuł                                                                               | Premiera             | Premiera w Polsce   |
| -- | -- | ----------------------------------------------------------------------------------- | -------------------- | ------------------- |
| 1  | 1  | Stone World                                                                         | 5 lipca 2019         | 29 sierpnia 2024    |
| 2  | 2  | Król kamiennego świata King of the Stone World                                      | 12 lipca 2019        | 29 sierpnia 2024    |
| 3  | 3  | Broń naukowców Kagaku no buki (科学の武器)                                          | 19 lipca 2019        | 29 sierpnia 2024    |
| 4  | 4  | Wysłać sygnał dymny Noroshi o agero (狼煙をあげろ)                                  | 26 lipca 2019        | 5 września 2024     |
| 5  | 5  | Początki kamiennego świata Stone World the Beginning                                | 2 sierpnia 2019      | 5 września 2024     |
| 6  | 6  | Dwa państwa kamiennego świata Ishi no sekai no futatsu no kuni (石の世界の二つの国) | 9 sierpnia 2019      | 5 września 2024     |
| 7  | 7  | Gdzie przeskoczyły dwa miliony lat? Ni-hyaku-man-nen no arika (200万年の在処)       | 16 sierpnia 2019     | 5 września 2024     |
| 8  | 8  | Kamienna droga Stone Road                                                           | 23 sierpnia 2019     | 12 września 2024    |
| 9  | 9  | Niech się stanie naukowa światłość Kono te ni kagaku no hi o (この手に科学の灯を)   | 30 sierpnia 2019     | 12 września 2024    |
| 10 | 10 | Nietrwały sojusz Usuppera no dōmei (薄っぺらの同盟)                                 | 6 września 2019      | 12 września 2024    |
| 11 | 11 | Przejrzysty świat Clear World                                                       | 13 września 2019     | 12 września 2024    |
| 12 | 12 | Przyjaciele na dobre i na złe Senaka awase no nakama-tachi (背中合わせの仲間たち)   | 20 września 2019     | 19 września 2024    |
| 13 | 13 | Zamaskowany wojownik Kamen no senshi (仮面の戦士)                                   | 27 września 2019     | 19 września 2024    |
| 14 | 14 | Mistrz ognia Master of Flame                                                        | 4 października 2019  | 19 września 2024    |
| 15 | 15 | Kulminacja dwóch milionów lat Ni-hyaku-man-nen no kesshō (200万年の結晶)            | 11 października 2019 | 19 września 2024    |
| 16 | 16 | Saga minionych wieków Ikusen-nen monogatari (幾千年物語)                            | 18 października 2019 | 26 września 2024    |
| 17 | 17 | Sto nocy i tysiąckrotne niebo Hyaku no yoru to sen no sora (百の夜と千の空)         | 25 października 2019 | 26 września 2024    |
| 18 | 18 | Wojna epoki kamienia Stone Wars                                                     | 1 listopada 2019     | 26 września 2024    |
| 19 | 19 | Ku współczesności Soshite gendai e (そして現代へ)                                   | 8 listopada 2019     | 26 września 2024    |
| 20 | 20 | Epoka energii Dōryoku no jidai (動力の時代)                                         | 15 listopada 2019    | 3 października 2024 |
| 21 | 21 | Spartański klub rzemiosł Suparuta kōsaku kurabu (スパルタ工作クラブ)                | 22 listopada 2019    | 3 października 2024 |
| 22 | 22 | Skarb The Treasure                                                                  | 29 listopada 2019    | 3 października 2024 |
| 23 | 23 | Fala nauki Kagaku no nami (科学の波)                                                | 6 grudnia 2019       | 3 października 2024 |
| 24 | 24 | Głosy z daleka Koe wa mugen no kanata e (声は無限の彼方へ)                          | 13 grudnia 2019      | 3 października 2024 |

### Sezon 2:Stone Wars(2021)
| №  | #  | Tytuł                                                                 | Premiera         |
| -- | -- | --------------------------------------------------------------------- | ---------------- |
| 25 | 1  | Początek kamiennych wojen Stone Wars Beginning                        | 14 stycznia 2021 |
| 26 | 2  | Gorąca linia Hot Line                                                 | 21 stycznia 2021 |
| 27 | 3  | Głos z zaświatów Shisha kara no denwa (死者からの電話)                | 28 stycznia 2021 |
| 28 | 4  | Wielka ofensywa Zengun shutsugeki (全軍出撃)                          | 4 lutego 2021    |
| 29 | 5  | Parowy goryl Steam Gorilla                                            | 11 lutego 2021   |
| 30 | 6  | Ucieczka z więzienia Prison Break                                     | 18 lutego 2021   |
| 31 | 7  | Tajna misja Gokuhi no misshon (極秘のミッション)                      | 25 lutego 2021   |
| 32 | 8  | Decydująca bitwa Final Battle                                         | 4 marca 2021     |
| 33 | 9  | Niszczycielski i życiodajny Kowasu mono sukuu mono (壊すもの救うもの) | 11 marca 2021    |
| 34 | 10 | Najsilnieszy duet ludzkości Jinrui saikyō no taggu (人類最強のタッグ) | 18 marca 2021    |
| 35 | 11 | Prolog Prologue of Dr. Stone                                          | 25 marca 2021    |

### Dr. Stone: Ryusui(2022)
| №                | Tytuł                                                  | Premiera         |
| ---------------- | ------------------------------------------------------ | ---------------- |
| 35,5 (specjalny) | Dr. Stone: Ryusui Dokutā Sutōn: Ryūsui (Dr.STONE 龍水) | 14 stycznia 2021 |

### Sezon 3:New World(2023)
| №       | #       | Tytuł                                                                                 | Premiera             |
| Część 1 | Część 1 | Część 1                                                                               | Część 1              |
| ------- | ------- | ------------------------------------------------------------------------------------- | -------------------- |
| 36      | 1       | Mapa nowego świata New World Map                                                      | 6 kwietnia 2023      |
| 37      | 2       | Chciwość równa sprawiedliwość Hoshī ikōru seigi (欲しい=正義)                         | 13 kwietnia 2023     |
| 38      | 3       | Pierwszy kontakt Fāsuto kontakuto (ファーストコンタクト)                              | 20 kwietnia 2023     |
| 39      | 4       | Oczy nauki Kagaku no me (科学の眼)                                                    | 27 kwietnia 2023     |
| 40      | 5       | Statek naukowy „Perseusz” Kagakusen Peruseusu (科学船ペルセウス)                      | 4 maja 2023          |
| 41      | 6       | Skrzynia skarbów Treasure Box                                                         | 11 maja 2023         |
| 42      | 7       | Iskra nadziei i beznadziei Zetsubō to kibō no hikari (絶望と希望の光)                 | 18 maja 2023         |
| 43      | 8       | Atut na pokładzie statku naukowego Kirifuda wa kagaku no fune ni (切り札は科学の船に) | 25 maja 2023         |
| 44      | 9       | Piękna nauka Utsukushī kagaku (美しい科学)                                            | 1 czerwca 2023       |
| 45      | 10      | Wojny naukowe Science Wars                                                            | 8 czerwca 2023       |
| 46      | 11      | Skarb w garści Kiseki wa kono tenohira de (奇跡はこの掌で)                            | 15 czerwca 2023      |
| Część 2 |         |                                                                                       |                      |
| 47      | 12      | Królestwo nauki kontratakuje Hangeki no kagaku ōkoku (反撃の科学王国)                 | 12 października 2023 |
| 48      | 13      | Prawdziwe oblicze meduzy Medyūsa no sugao (メデューサの素顔)                          | 19 października 2023 |
| 49      | 14      | Ostateczne starcie, próba umysłu Zunō-sen no dīru gēmu (頭脳戦のディールゲーム)       | 26 października 2023 |
| 50      | 15      | Bitwa w trzech wymiarach Sanjigen no kessen (三次元の決戦)                            | 2 listopada 2023     |
| 51      | 16      | Wojna totalna Zendo dairansen (全土大乱戦)                                            | 9 listopada 2023     |
| 52      | 17      | Joker                                                                                 | 16 listopada 2023    |
| 53      | 18      | Przebłysk zagłady Horobi no kirameki (滅びの煌めき)                                   | 23 listopada 2023    |
| 54      | 19      | Ostatni na polu bitwy Last Man Standing                                               | 30 listopada 2023    |
| 55      | 20      | Pierwsze marzenie First Dream                                                         | 7 grudnia 2023       |
| 56      | 21      | Wyspa skarbów Takarajima (宝島)                                                       | 14 grudnia 2023      |
| 57      | 22      | Poza nowy świat Beyond the New World                                                  | 21 grudnia 2023      |

### Sezon 4:Science Future(2025)
| №       | #       | Tytuł                                                  | Premiera         |
| Część 1 | Część 1 | Część 1                                                | Część 1          |
| ------- | ------- | ------------------------------------------------------ | ---------------- |
| 58      | 1       | Ryusui vs. Senku                                       | 9 stycznia 2025  |
| 59      | 2       | Science Journey                                        | 16 stycznia 2025 |
| 60      | 3       | Kurayami no yūgatō (暗闇の誘蛾灯)                      | 23 stycznia 2025 |
| 61      | 4       | Dr. X                                                  | 30 stycznia 2025 |
| 62      | 5       | Doctor vs. Doctor                                      | 6 lutego 2025    |
| 63      | 6       | Science Is Elegant                                     | 13 lutego 2025   |
| 64      | 7       | Futari no kagaku-sha (二人の科学者)                    | 20 lutego 2025   |
| 65      | 8       | Lock On                                                | 27 lutego 2025   |
| 66      | 9       | Kagaku no akari (科学の灯)                             | 6 marca 2025     |
| 67      | 10      | Tsuchi mamire no michi o (土まみれの道を)              | 13 marca 2025    |
| 68      | 11      | Rūru o shiru-mono; tsukuru-mono (ルールを知る者創る者) | 20 marca 2025    |
| 69      | 12      | Saikai (再会)                                          | 27 marca 2025    |